# 仓敷刀剑美术馆
仓敷刀剑美术馆（英語：Kurashiki Japanese Art Sword Museum）是是一座位于日本的收藏日本刀的博物馆。 

## 历史
2002年7月7日建成开馆，由日本刀具商店“刀剑佐藤”拥有运营，博物馆利用原有番茄银行的建筑物改造而成。
刚开始免费入场，2017年4月1日开始收费。

## 交通
- 西日本旅客铁道茶屋町站

## 营业时间
- 周二至周日：上午十点至下午六点
- 周一闭馆